# سان خايمي دي ييركا
بلدية سان خايمي دي ييركا (بالإسبانية: San Jaime de Llierca) هي بلدية تقع في مقاطعة جرندة التابعة لمنطقة كتالونيا شمال شرق إسبانيا.

## الديموغرافيا
بلغ عدد سكان بلدية سان خايمي دي ييركا 774 نسمة عام 2011 (وفقاً للمعهد الوطني الإسباني للإحصاء).
| 761 | 711 | 758 | 785 | 794 | 809 | 774 |